# Parafia Najświętszego Serca Pana Jezusa w Bytomiu-Szombierkach
Parafia Najświętszego Serca Pana Jezusa w Bytomiu-Szombierkach – parafia metropolii katowickiej, diecezji gliwickiej, dekanatu Bytom-Miechowice Kościoła katolickiego obrządku łacińskiego. Parafia powstała w 1904.